# 鸩

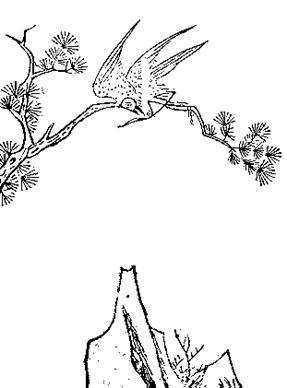
《三才图会》中的鸩

鸩是一种传说中的毒鸟。形象为黑身赤目，身披紫黑色羽毛，喜以蛇为食，從此描述除了以蛇為食以外。牠的羽毛有剧毒，放入酒中能置人于死地。《汉书》中记载，汉惠帝二年时期，齐王刘肥入朝，惠帝对其礼遇有加，结果遭到吕后的不满，便令人赠鸩酒意图谋害。此鳥以蛇為食，應是指大冠鷲，古人以為牠多食毒蛇，羽毛中必亦含有劇毒之故。
後人把毒藥也雅稱為鸩。

## 歷史記載
司馬遷《史記·呂不韋列傳》中說呂不韋被流放後自鴆而死。

## 传说
《楚辭》中，屈原曾要鸩为他做媒，但鸩没有答应。

## 相關
- 林鵙鶲屬
- 中國妖怪列表

## 脚注
1. ↑  《说文解字》：“鸩，毒鸟也。从鸟冘声。一名运日。”
2. ↑  《汉书·高五王传》：“太后怒，乃令人酌两卮鸩酒置前，令齐王为寿。 颜师古注引应劭曰：‘鸩鸟黑身赤目，钦蝮蛇野葛，以其羽画（划）酒中，饮之立死’”
3. ↑  《史記·呂不韋列傳》：
呂不韋自度稍侵，恐誅，乃飲酖而死”
4. ↑  《楚辞·离骚》：“吾令鸩为媒兮，鸩告余以不好”